# Parma (New York)
Parma è un comune (town) degli Stati Uniti d'America della contea di Monroe nello Stato di New York. La popolazione era di 15 633 abitanti al censimento del 2010.

## Geografia fisica
Secondo lo United States Census Bureau, ha un'area totale di 42,98 mi² (111,32 km²).
Il comune confina a nord con la riva meridionale del lago Ontario, ad ovest con i comuni di Hamlin, Clarkson e Sweden, a sud con il comune di Ogden e ad est con il comune di Greece.

## Storia
Il comune di Parma venne fondato l'8 aprile 1808 e deve il suo nome all'omonima città italiana.

## Società

### Evoluzione demografica
Secondo il censimento del 2010, la popolazione era di 15 633 abitanti.

### Etnie e minoranze straniere
Secondo il censimento del 2010, la composizione etnica della città era formata dal 96,6% di bianchi, l'1,2% di afroamericani, lo 0,2% di nativi americani, lo 0,5% di asiatici, lo 0,0% di oceanici, lo 0,3% di altre razze, e l'1,2% di due o più etnie. Ispanici o latinos di qualunque razza erano il 2,0% della popolazione.